# Mary Basset
Mary Basset, född 1523, död 1572, var en engelsk översättare.
Hon var dotter till Margaret Roper och dotterdotter till Thomas More och gifte sig 1556 med James Basset. 
Hon översatte Ecclesiastical History av Eusebius till engelska 1544–1553. Hon har beskrivits som den enda kvinna som blev publicerad i England under Maria Tudors regeringstid. 